# クリスティーナ・リッチ
クリスティーナ・リッチ（Christina Ricci, 1980年2月12日 - ）は、アメリカ合衆国の女優。身長153cm。クリスティナ・リッチと表記されることもある。

## 来歴

### 生い立ち
カリフォルニア州サンタモニカにて4人兄弟の末っ子として生まれた。父親は弁護士資格を持つ精神科医であり、母親は元モデルで不動産関連の仕事をしていた。自身の生まれについて、イタリア系というよりは、スコットランド＝アイルランド系だと語っている。
子供の頃はニュージャージー州モントクレアに移り、そこで高校1年まで過ごした後、ニューヨークの私立学校Professional Children's Schoolに転校。両親は1993年に離婚し、以来、弁護士の父親とは会っていないという。両親の離婚後、自傷行為に走ったこともあった。

### 俳優活動
8歳のときに学校劇に出演していたところを見出され、TVコマーシャルに出演。そして、9歳のときに子役として『恋する人魚たち』に出演し、映画デビューを果たした。その後『アダムス・ファミリー』シリーズのウェンズデー役で人気が出た。
演技を学んだことはないが、現在は子役から脱皮し、演技派としてさまざまな作品に出ている。1998年の作品『バッファロー'66』での演技はそれを裏付けるものであった。以後、特に数年間（2000年代前半まで）は集中的に多くの作品に出演した。
近年はメジャー映画からインディーズ映画まで、またコメディ映画からジョニー・デップと共演したスリーピー・ホロウなどホラー映画まで、幅広いジャンルの映画出演を続けている。また、自身の製作会社Blaspheme Filmsを設立、プロデューサーとしても活躍している。

### 私生活
一時期拒食症に悩んだという。また、胸を小さくする手術を受けている。いずれも背景には「役作り」という一面がある。
2006年に雑誌Wの表紙にトナカイの毛皮姿で掲載されたことからPETAからこの年の最悪ファッション・セレブの一人として名前が挙がった。この出来事により、リッチ自身のファンサイトが閉鎖したことを受けて、リッチは毛皮を着用しないと表明した。後日、PETAの代表は最悪ファッション・セレブからリッチの名前を消した。
2003年から2006年まで俳優のアダム・ゴールドバーグと交際。2009年3月にコメディアンのオーウェン・ベンジャミンと婚約したが、同年6月に解消。
テレビドラマ『PAN AM/パンナム』の撮影現場で出会って交際中だったスタッフのジェームズ・ヒアーデゲンと2013年に婚約した。2013年にヒアーデゲンと結婚、2014年に第一子が誕生している。2020年7月、ヒアーデゲンとの離婚を申請した。2021年1月には「肉体および精神的暴力」を理由にヒアーデゲンに対し接近禁止命令を申請した。
2021年8月、妊娠を発表、10月にヘアスタイリストのマーク・ハンプトンと再婚した。12月に第二子となる女児クレオパトラ（クレオ）を出産した。

## 主な出演作品
| 公開年    | 邦題 原題                                                                        | 役名                                 | 備考                                                          | 吹き替え                                                                   |
| --------- | -------------------------------------------------------------------------------- | ------------------------------------ | ------------------------------------------------------------- | -------------------------------------------------------------------------- |
| 1990      | 恋する人魚たち Mermaids                                                          | ケイト・フラックス                   |                                                               | 大谷育江 (テレビ東京版)                                                    |
| 1991      | ハード・ウェイ The Hard Way                                                      | ボニー                               |                                                               | こおろぎさとみ (VHS・ソフト版) 多田葵 (フジテレビ版) 紗ゆり (テレビ朝日版) |
| 1991      | アダムス・ファミリー The Addams Family                                           | ウェンズデー・アダムス               |                                                               | 近藤玲子 (ソフト版) 小林優子 (日本テレビ版)                                |
| 1994      | セメタリー・クラブ The Cemetery Club                                             | ジェシカ                             | 日本未公開                                                    |                                                                            |
| 1994      | アダムス・ファミリー2 Addams Family Values                                       | ウェンズデー・アダムス               |                                                               | 小林優子                                                                   |
| 1995      | キャスパー Casper                                                                | キャスリーン・“キャット”・ハーヴェイ |                                                               | 宮島依里 (DVD・BD版) 小島幸子 (VHS版) 坂本真綾(日本テレビ版)               |
| 1995      | Dearフレンズ Now and Then                                                        | 少女時代のロベルタ・マーティン       |                                                               |                                                                            |
| 1995      | ゴールド・ディガーズ 伝説の秘宝を追え! Gold Diggers: The Secret of Bear Mountain | ベス・イーストン                     | 日本未公開                                                    | 小島幸子                                                                   |
| 1996      | 冷たい一瞬を抱いて Bastard Out of Carolina                                       | ディー・ディー                       |                                                               | （吹き替え版無し）                                                         |
| 1996      | The Last of the High Kings                                                       | エリン                               | 日本未公開                                                    | （吹き替え版無し）                                                         |
| 1997      | Little Red Riding Hood                                                           | 赤ずきん                             | 日本未公開                                                    | （吹き替え版無し）                                                         |
| 1997      | 誘拐騒動/ニャンタッチャブル That Darn Cat                                        | パティ・ランドール                   | 日本未公開                                                    | 小島幸子 (VHS版) 新井里美 (NHK-BS2版)                                      |
| 1997      | アイス・ストーム The Ice Storm                                                   | ウェンディー・フッド                 |                                                               | 小島幸子                                                                   |
| 1998      | Souvenir                                                                         | 少女時代のオルランド                 | 声の出演 日本未公開                                           |                                                                            |
| 1998      | バッファロー'66 Buffalo '66                                                      | レイラ                               |                                                               | 大坂史子                                                                   |
| 1998      | ラスベガスをやっつけろ Fear and Loathing in Las Vegas                            | ルーシー                             |                                                               | 佐々木花子 (VHS・旧DVD版) 小林沙苗 (BD・新DVD版)                           |
| 1998      | 熟れた果実 The Opposite of Sex                                                   | ディディ・トルイット                 |                                                               |                                                                            |
| 1998      | スモール・ソルジャーズ Small Soldiers                                            | グウェンディの人形                   | 声の出演                                                      | かないみか (日本テレビ版)                                                  |
| 1998      | I love ペッカー Pecker                                                           | シェリー                             |                                                               | 高橋理恵子                                                                 |
| 1998      | ウェルカム・バクスター Desert Blue                                               | エリン・ジャクソン                   | 日本未公開                                                    | 深森らえる                                                                 |
| 1998      | エド・ウッドのクレイジー・ナッツ 早く起きてよ I Woke Up Early the Day I Died     | 娼婦                                 |                                                               |                                                                            |
| 1999      | 200本のたばこ 200 Cigarettes                                                     | ヴァル                               |                                                               | 小林さやか                                                                 |
| 1999      | クリスティーナ・リッチのピンク・モーテル No Vacancy                              | リリアン                             | 日本未公開                                                    | 小島幸子                                                                   |
| 1999      | スリーピー・ホロウ Sleepy Hollow                                                 | カトリーナ・ヴァン・タッセル         |                                                               | 小島幸子 (ソフト版) 片岡身江 (テレビ東京版)                                |
| 2000      | ブレス・ザ・チャイルド Bless the Child                                           | シェリー・ポスト                     |                                                               | 石塚理恵                                                                   |
| 2000      | 耳に残るは君の歌声 The Man Who Cried                                             | スージー                             |                                                               | 坂本真綾                                                                   |
| 2001      | オール ・オーバー・ザ・ガイ All Over the Guy                                     | レイナ・ワイコフ                     |                                                               |                                                                            |
| 2001      | 私は「うつ依存症」の女 Prozac Nation                                             | エリザベス・ワーツェル               |                                                               | 大坂史子                                                                   |
| 2002      | アリー my Love Ally McBeal                                                       | ライザ・バンプ（デビー)              | シーズン5第16話から出演                                       | 岡本麻弥                                                                   |
| 2002      | ギャザリング The Gathering                                                       | キャシー・グラント                   |                                                               | 小林沙苗                                                                   |
| 2002      | ララミー・プロジェクト The Laramie Project                                       | ロメーヌ・パターソン                 | 日本未公開                                                    |                                                                            |
| 2002      | パンプキン Pumpkin                                                               | キャロリン・マクダフ                 | 日本未公開                                                    |                                                                            |
| 2002      | ミランダ Miranda                                                                 | ミランダ (アリス)                    | 日本未公開                                                    | 大垣理香                                                                   |
| 2003      | モンスター Monster                                                               | セルビー                             |                                                               | 小林沙苗                                                                   |
| 2003      | 僕のニューヨークライフ Anything Else                                             | アマンダ                             |                                                               |                                                                            |
| 2005      | ウェス・クレイヴン's カースド Cursed                                             | エリー                               |                                                               | 幸田夏穂                                                                   |
| 2006      | グレイズ・アナトミー 恋の解剖学 Grey's Anatomy                                   | ハンナ・デイヴィス                   | シーズン2第16話「死の予感: Part 1」、17話「死の予感: Part 2」 | 小島幸子                                                                   |
| 2006      | 勇者たちの戦場 Home of the Brave                                                 | サラ                                 |                                                               | 雨谷和砂                                                                   |
| 2007      | ブラック・スネーク・モーン Black Snake Moan                                      | レイ                                 |                                                               | 小林沙苗                                                                   |
| 2008      | ペネロピ Penelope                                                                | ペネロピ・ウィルハーン               |                                                               | 甲斐田裕子                                                                 |
| 2008      | スピード・レーサー Speed Racer                                                   | トリクシー・フォンティーヌ           |                                                               | 上戸彩                                                                     |
| 2008      | The Legend of Spyro: Dawn of the Dragon                                          | シンダー                             | 声の出演 (ゲーム)                                             |                                                                            |
| 2009      | ニューヨーク、アイラブユー New York, I Love You                                  | カミーユ                             |                                                               |                                                                            |
| 2009      | アフターライフ After.Life                                                        | アンナ                               | 日本劇場未公開                                                | 甲斐田裕子                                                                 |
| 2009      | 魔法の恋におちたら All's Faire in Love                                           | ケイト                               | 日本公開未定                                                  |                                                                            |
| 2010      | アルファ・アンド・オメガ Alpha and Omega                                         | リリー                               |                                                               |                                                                            |
| 2011      | ポルノ☆スターへの道 Bucky Larson: Born to Be a Star                              | ケイティ                             |                                                               |                                                                            |
| 2011-2012 | PAN AM/パンナム PAN AM                                                           | マギー・ライアン                     | メインキャスト                                                | 小島幸子                                                                   |
| 2012      | ベラミ 愛を弄ぶ男 Bel Ami                                                        | クロティルド・ド・マレル             |                                                               |                                                                            |
| 2013      | スマーフ2 アイドル救出大作戦! The Smurfs 2                                       | ヴェクシー                           | 声の出演                                                      | 沢城みゆき                                                                 |
| 2016      | ニューヨーク、愛を探して Mothers and Daughters                                   | レベッカ                             |                                                               | 小林沙苗                                                                   |
| 2022      | マトリックス レザレクションズ The Matrix Resurrections                           | グウィン・デ・ビア                   | カメオ出演                                                    | 柴咲コウ                                                                   |
| 2022 -    | ウェンズデー Wednesday                                                           | マリリン・ソーンヒル                 |                                                               | 小島幸子                                                                   |